# Basketball Arena w Londynie
Basketball Arena (Arena Koszykówki) – tymczasowa hala sportowa położona na terenie Parku Olimpijskiego w Londynie. Budowa obiektu rozpoczęła się w październiku 2009, a ukończona została w czerwcu 2011. Widownia hali może pomieścić 12 tysięcy osób, przy czym w czasie igrzysk paraolimpijskich pojemność została zmniejszona do 10 tysięcy miejsc. Pod koniec 2012 roku potwierdzono zamiar rozebrania hali w związku z zakończeniem igrzysk. Rozbiórka ma nastąpić po znalezieniu nabywcy, który sfinansowałby prace i zagospodarowałby otrzymane w ten sposób elementy konstrukcyjne. Koszt budowy wyniósł ok. $62.5 mln. - £40 mln. Wszystkie drzwi w budynku były zaprojektowane na co najmniej 2.37744 metra(7.8 stopy), a wnętrze w stanie pomieścić jumbojeta.

## Londyn 2012
Hala była miejscem następujących zawodów olimpijskich i paraolimpijskich:
- Letnie Igrzyska Olimpijskie 2012:
  - koszykówka mężczyzn - faza grupowa
  - koszykówka kobiet - faza grupowa i ćwierćfinały
  - piłka ręczna mężczyzn - cała faza pucharowa
  - piłka ręczna kobiet - faza pucharowa począwszy od półfinałów
- Letnie Igrzyska Paraolimpijskie 2012:
  - koszykówka na wózkach - część meczów fazy grupowej
  - rugby na wózkach - cały turniej

Ponadto w czasie ceremonii otwarcia i zamknięcia igrzysk hala była wykorzystywana jako strefa oczekiwania dla reprezentacji narodowych mających wmaszerować na Stadion Olimpijski.

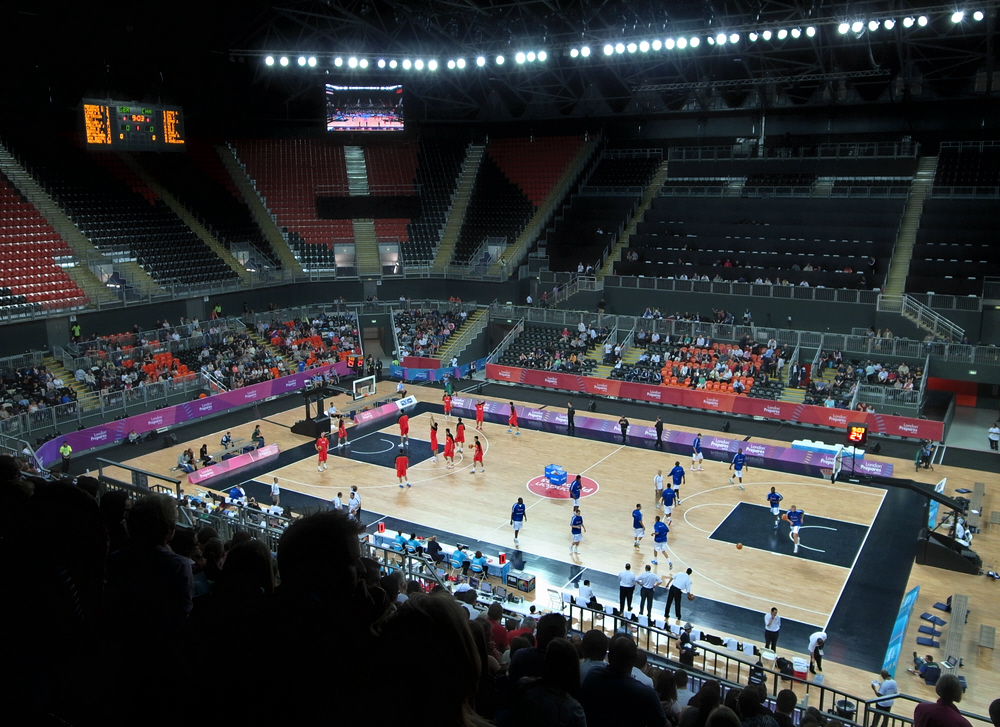
Wnętrze hali podczas koszykarskiego turnieju przedolimpijskiego w sierpniu 2011